# Aşk Ölmez
Aşk Ölmez är ett musikalbum utgivet 2005 av den turkiska artisten Sertab Erener. Aşk Ölmez innehåller fler turkiska influenser än hennes förra album, No Boundaries.

## Låtförteckning
1. Aşk Ölmez
2. Yavaş Yavaş
3. Kim Haklıysa
4. Satılık Kalpler Şehri
5. Nerdesin
6. Buda
7. Kolay Değil
8. Acıt Canımı
9. Sessiz Gemi
10. Beni Bağışla
11. Zaferlerim
12. Beni Bağışla (Ft. Voice Male)